# Херман Ханс фон Вартенслебен
Херман Ханс фон Вартенслебен (на немски; * 2 февруари 1616; † 27 май 1684 в Екстен, част от Ринтелн) е благородник от стария пруски благороднически род фон Вартенслебен.
Той е син на Херман Симон фон Вартенслебен († 1654) и съпругата му Доротея фон Ганзц (1586 – 1644), дъщеря на Петер фон Ганзц цу Денщет (1535 – 1606) и Елизабет Хелена фон Бранденщайн († 1586).
Внук е на Ханс Тоенес фон Вартенслебен († 1598) и Анна Мария Боцк фон Вюлфинген, наследничка на Нордхол. Той има две сестри Хета фон Вартенслебен († 1657), омъжена на 2 март 1646 г. в Стокхолм за барон Райно Ливе 'Черния' (1621 – 1665), и Луция Кристина фон Вартенслебен (1626 – 1675), омъжена I. на 16 юли 1648 г. в Минден за фрайхер Александер фон Ерскин († 1656), II. на 31 август 1658 г. в Дипхолц за Адолф Фридрих фон Малтцан-Грубенхаген (1622 – 1697).
Херман Ханс фон Вартенслебен притежава имения в Екстен, Ринтелн, Нордхолд и Отлебен. Резиденцията на фамилията е в Екстен.
Херман Ханс фон Вартенслебен умира на 68 години на 27 май 1684 г. в Екстен и е погребан там. Син му
Александер Херман е издигнат на граф през 1703 г. от пруския крал.
Родът фон Вартенслебен съществува и днес в територията на архиепископство Магдебург.

## Фамилия
Херман Ханс фон Вартенслебен се жени за Маргарета Елизабет фон Хакстхаузен (* 7 май 1630; † 15 август 1695), дъщеря на Елмерхауз фон Хакстхаузен († 1652) и Катарина фон Вестфален цу Фюрстенберг († ок. 1630). Те имат шест сина (трима са убити в битки) и четири дъщери, между тях:
- Луция фон Вартенслебен († 1724), jivee v Estoniq, omwjena za polovnik frayher Bernt Oto Liv (* 4 may 1645, Livoniq; † 14 avgust 1684, abroad)
- Александер Херман фон Вартенслебен (* 16 декември 1650, Липшпринге; † 25 януари 1734, Берлин), от 1703 г. граф, фелдмаршал, женен I. на 12 март 1676 г. за София Доротея фон Май (* 1655; † 10 декември 1684), II. 1693 г. за Анна София фон Тресков (* 12 ноември 1670; † 2 януари 1735)
- Адолф Фридрих фон Вартенслебен (* 16 март 1652; † 1703 близо до Маастрихт в битка)